# Xác ướp 3: Lăng mộ Tần Vương
Xác ướp 3: Lăng mộ Tần Vương (tựa gốc tiếng Anh: The Mummy: Tomb of the Dragon Emperor) là một bộ phim điện ảnh Mỹ thuộc thể loại hành động – phiêu lưu – kỳ ảo ra mắt năm 2008 do Rob Cohen làm đạo diễn. Phim lấy bối cảnh tại Trung Quốc thay vì Ai Cập như hai phần trước, và là phần phim thứ ba của loạt phim Xác ướp. Tác phẩm có sự tham gia diễn xuất của các diễn viên gồm Brendan Fraser, Lý Liên Kiệt, Maria Bello, John Hannah, Luke Ford, Huỳnh Thu Sinh, Lương Lạc Thi, Liam Cunningham, David Calder, Russell Wong và Dương Tử Quỳnh.
Phim từng khởi chiếu ở Việt Nam vào ngày 15 tháng 8 năm 2008.

## Nội dung
Vào thời Trung Quốc cổ đại, Tần Thủy Hoàng khét tiếng là hoàng đế ác độc. Ông ta từng tàn sát hàng ngàn người dân chống đối, và thi hành lao dịch bắt buộc nông dân xây Vạn Lý Trường Thành. Hoàng đế còn có khả năng điều khiển Ngũ hành, ông ta muốn mình bất tử nên đã phái Tướng quân Quách Minh đi tìm người đàn bà tên Tử Viên giúp đỡ. Trong thời gian thực hiện thánh chỉ thì Tử Viên và Tướng Minh yêu nhau. Tử Viên bí mật nguyền rủa Hoàng đế bằng tiếng Phạn khi ông ta tứ mã phanh thây Tướng quân Quách Minh để ép Tử Viên làm hoàng hậu. Hoàng đế và cả đội quân của ông ta bị biến thành đất nung.
Năm 1947, Rick và Evelyn đã thực sự nghỉ hưu và sống hạnh phúc bên nhau. Cậu con trai Alex O'Connell (xuất hiện trong phần 2) giờ đã trưởng thành. Trong một lần trốn học để thỏa mãn đam mê khảo cổ Trung Hoa, anh tìm thấy lăng mộ Hoàng đế. Anh cùng tiến sĩ Roger Wilson (giảng viên của mình) đưa những bức tượng về Thượng Hải mặc dù trước đó cả hai bị một người con gái bí ẩn dưới lăng mộ tấn công. Sau khi đem các tác phẩm cổ về viện bảo tàng Thượng Hải, Alex tạt sang quán bar của Jonathan vì có vài việc cá nhân, và tình cờ gặp cha mẹ mình ở đó.
Chính phủ nước Anh nhờ vợ chồng Rick và Evelyn O'Connell đem Con mắt Shangri-La trả về Trung Quốc. Vì thế họ có dịp đến Thượng Hải thăm người anh trai Jonathan. Họ bắt gặp được Alex đang lai vãng trong quán bar, trùng hợp với giai đoạn Alex đang hợp tác với Wilson thực hiện công việc mới. Ngay sau khi Rick trao trả viên ngọc cho người đại diện viện bảo tàng, tức tiến sĩ Wilson, thì ngay lập tức ông ta trở mặt phản bội Alex, theo phe và tên Tướng quân Dương của quân đội phát xít Trung Quốc li khai.
Bọn phát xít có ý định đánh thức Hoàng đế, chúng cướp Con mắt Shangri-La để gọi Hoàng đế dậy. Sau khi xô xát với gia đình O'Connell, tên Dương đã làm rơi viên đá vào bức tượng Tần Thủy Hoàng khiến ông ta thức dậy. Tần Thủy Hoàng chấp nhận cho Dương theo phục vụ mình, còn Wilson bị giết. Gia đình O'Connell cùng Tử Lâm - người con gái bí ẩn dưới lăng mộ cố gắng đuổi theo cỗ xe ngựa bằng đất nung của Hoàng đế để tiêu diệt ông ta, nhưng thất bại. Nhưng Lâm vẫn còn giữ con dao được yểm bùa - vũ khí tiêu diệt Tần Thủy Hoàng.
Lâm bảo Hoàng đế sẽ đến Hồ nước Trường Sinh ở Himalaya, khi ông ta ngâm mình xuống hồ nước đó thì ông ta sẽ bất tử. Cả gia đình O'Connell thuê ông bạn "Chó Điên" Maguire lấy máy bay chở đến Himalaya. Gia đình O'Connell chạm trán Hoàng đế với một nhóm lính của Dương tướng quân trong một ngôi đền cổ, một trận đấu súng diễn ra. Nhờ có Lâm gọi người tuyết giúp nên quân lính của Dương bị hạ. Hoàng đế tức giận phóng dao Alex vì thấy anh dùng lựu đạn làm tuyết lở, Rick nhảy vào lãnh nhát dao đó cứu Alex. Tuyết lở cuốn trôi Hoàng đế và Dương đi, còn gia đình O'Connell an toàn do có người tuyết che chở.
Gia đình O'Connell theo Liên đến Hồ nước Trường Sinh, tại đây họ gặp Tử Viên, họ xin bà ta cứu Rick. Gia đình O'Connell biết được Lâm chính là con của Tử Viên và Minh tướng quân. Mẹ con Tử Viên tồn tại 2000 năm nhờ nước của Hồ Trường Sinh. Một lúc sau khi Rick hồi phục thì Hoàng đế xuất hiện, ông ta đánh gục mẹ con Tử Viên rồi ngâm mình xuống Hồ Trường Sinh. Sau khi hiện nguyên hình thành rồng nhiều đầu, ông ta bắt Lâm bay đi mất. Gia đình O'Connell tiếp tục nhờ "Chó Điên" Maguire lấy máy bay truy tìm đến khu vực phía bắc của Vạn Lý Trường Thành, vì Hoàng đế sẽ đánh thức đội quân của ông ta ở đó.
Khi đến hoang mạc Trung Quốc, Tử Viên hi sinh sự bất tử của mẹ con bà để gọi linh hồn nông dân dậy đối phó với đội quân đất nung của Hoàng đế. Ngay lập tức, những bộ xương nông dân dưới lòng đất ồ ạt chạy lên, dẫn đầu bởi Tướng quân Quách Minh. Phe Tần và phe khởi nghĩa đánh nhau ác liệt, trong đó có gia đình O'Connell và quân lính của Dương. Tử Viên bị Hoàng đế đâm trọng thương, trước khi chết bà đưa gia đình O'Connell con dao phép thuật, đó là vũ khí duy nhất giết được Hoàng đế.
Rick và Alex đột nhập vào lăng mộ, dùng con dao đâm trúng tim Hoàng đế, ông ta chết khiến đội quân đất nung tan biến, Dương cũng bị Lâm và Evelyn giết. Linh hồn của Tướng quân Quách Minh cùng những người nông dân đi siêu thoát. Gia đình O'Connell trở về Thượng Hải, họ vui mừng vì tiêu diệt được tên xác ướp mới, Liên và Alex trở thành cặp tình nhân. Về phần Jonathan, sau vụ việc này, ông đã rời khỏi Trung Quốc, đến Peru cùng hi vọng phiêu lưu mới của mình, giao lại quán bar Imhotep cho Maguire.

## Diễn viên
- Brendan Fraser vai Richard "Rick" O'Connell
- Lý Liên Kiệt vai Hoàng đế Tần Thủy Hoàng
- Maria Bello vai Evelyn Carnahan O'Connell
- Luke Ford vai Alexander “Alex” O'Connell
- John Hannah vai Jonathan Carnahan
- Dương Tử Quỳnh vai Tử Viên
- Lương Lạc Thi vai Tử Lâm
- Huỳnh Thu Sinh vai Dương tướng quân
- Mạnh Quảng Mỹ vai nữ sĩ quan Thôi
- Liam Cunningham vai "Chó điên" Maguire
- David Calder vai Tiến sĩ Roger Wilson
- Russell Wong/Vương Thịnh Đức vai Quách Minh tướng quân
- Ngô Kinh vai thích khách
- Albert Kwan vai Siêu Hoa